# Ромаріо Бензар
Ромаріо Бензар (рум. Romario Benzar, нар. 26 березня 1992, Тімішоара) — румунський футболіст, захисник клубу «Ботошані».
Виступав, зокрема, за клуб «Вііторул», а також національну збірну Румунії.
Чемпіон Румунії.

## Клубна кар'єра
Народився 26 березня 1992 року в місті Тімішоара.
У дорослому футболі дебютував 2010 року виступами за команду «Вііторул», у якій провів сім сезонів, взявши участь у 191 матчі чемпіонату. Більшість часу, проведеного у складі «Вііторула», був основним гравцем захисту команди.
Згодом з 2017 по 2023 рік грав у складі команд «Стяуа», «Лечче», «Перуджа», «Вііторул», «Лечче», «Фарул» та УТА (Арад).
До складу клубу «Ботошані» приєднався 2023 року. 

## Виступи за збірні
У 2009 році дебютував у складі юнацької збірної Румунії (U-17), загалом на юнацькому рівні взяв участь у 9 іграх, відзначившись 2 забитими голами.
Протягом 2012–2014 років залучався до складу молодіжної збірної Румунії. На молодіжному рівні зіграв у 10 офіційних матчах, забив 1 гол.
У 2016 році дебютував в офіційних матчах у складі національної збірної Румунії.
| Дата       | Місто       | Господарі         | Результат | Гості             | Турнір                               | Голи | Примітки |
| ---------- | ----------- | ----------------- | --------- | ----------------- | ------------------------------------ | ---- | -------- |
| 4-9-2016   | Клуж-Напока | Румунія           | 1 – 1     | Чорногорія        | Відбір до ЧС 2018                    | -    |          |
| 8-10-2016  | Єреван      | Вірменія          | 0 – 5     | Румунія           | Відбір до ЧС 2018                    | -    |          |
| 11-10-2016 | Астана      | Казахстан         | 0 – 0     | Румунія           | Відбір до ЧС 2018                    | -    |          |
| 11-11-2016 | Бухарест    | Румунія           | 0 – 3     | Польща            | Відбір до ЧС 2018                    | -    | 52'      |
| 26-3-2017  | Клуж-Напока | Румунія           | 0 – 0     | Данія             | Відбір до ЧС 2018                    | -    |          |
| 10-6-2017  | Варшава     | Польща            | 3 – 1     | Румунія           | Відбір до ЧС 2018                    | -    |          |
| 13-6-2017  | Клуж-Напока | Румунія           | 3 – 2     | Чилі              | товариський матч                     | -    | 46'      |
| 1-9-2017   | Бухарест    | Румунія           | 1 – 0     | Вірменія          | Відбір до ЧС 2018                    | -    |          |
| 4-9-2017   | Подгориця   | Чорногорія        | 1 – 0     | Румунія           | Відбір до ЧС 2018                    | -    |          |
| 5-10-2017  | Плоєшті     | Румунія           | 3 – 1     | Казахстан         | Відбір до ЧС 2018                    | -    | 71'      |
| 24-3-2018  | Нетанья     | Ізраїль           | 1 – 2     | Румунія           | товариський матч                     | -    |          |
| 31-5-2018  | Грац        | Румунія           | 3 – 2     | Чилі              | товариський матч                     | -    | 90'      |
| 7-9-2018   | Плоєшті     | Румунія           | 0 – 0     | Чорногорія        | Ліга націй УЄФА 2018-2019 - 1-й етап | -    |          |
| 17-11-2018 | Плоєшті     | Румунія           | 3 – 0     | Литва             | Ліга націй УЄФА 2018-2019 - 1-й етап | -    |          |
| 26-3-2019  | Бухарест    | Румунія           | 4 – 1     | Фарерські острови | Відбір до ЧЄ 2020                    | -    | 46'      |
| 5-9-2019   | Бухарест    | Румунія           | 1 – 2     | Іспанія           | Відбір до ЧЄ 2020                    | -    |          |
| 12-10-2019 | Торсгавн    | Фарерські острови | 0 – 3     | Румунія           | Відбір до ЧЄ 2020                    | -    |          |
| 15-10-2019 | Бухарест    | Румунія           | 1 – 1     | Норвегія          | Відбір до ЧЄ 2020                    | -    | кап. 43' |
| 18-11-2019 | Мадрид      | Іспанія           | 5 – 0     | Румунія           | Відбір до ЧЄ 2020                    | -    |          |
| Усього     |             | Матчів            | 19        |                   | Голів                                | 0    |          |

## Титули і досягнення
- Чемпіон Румунії (1):

«Вііторул»: 2016-2017